# Pha That Luang

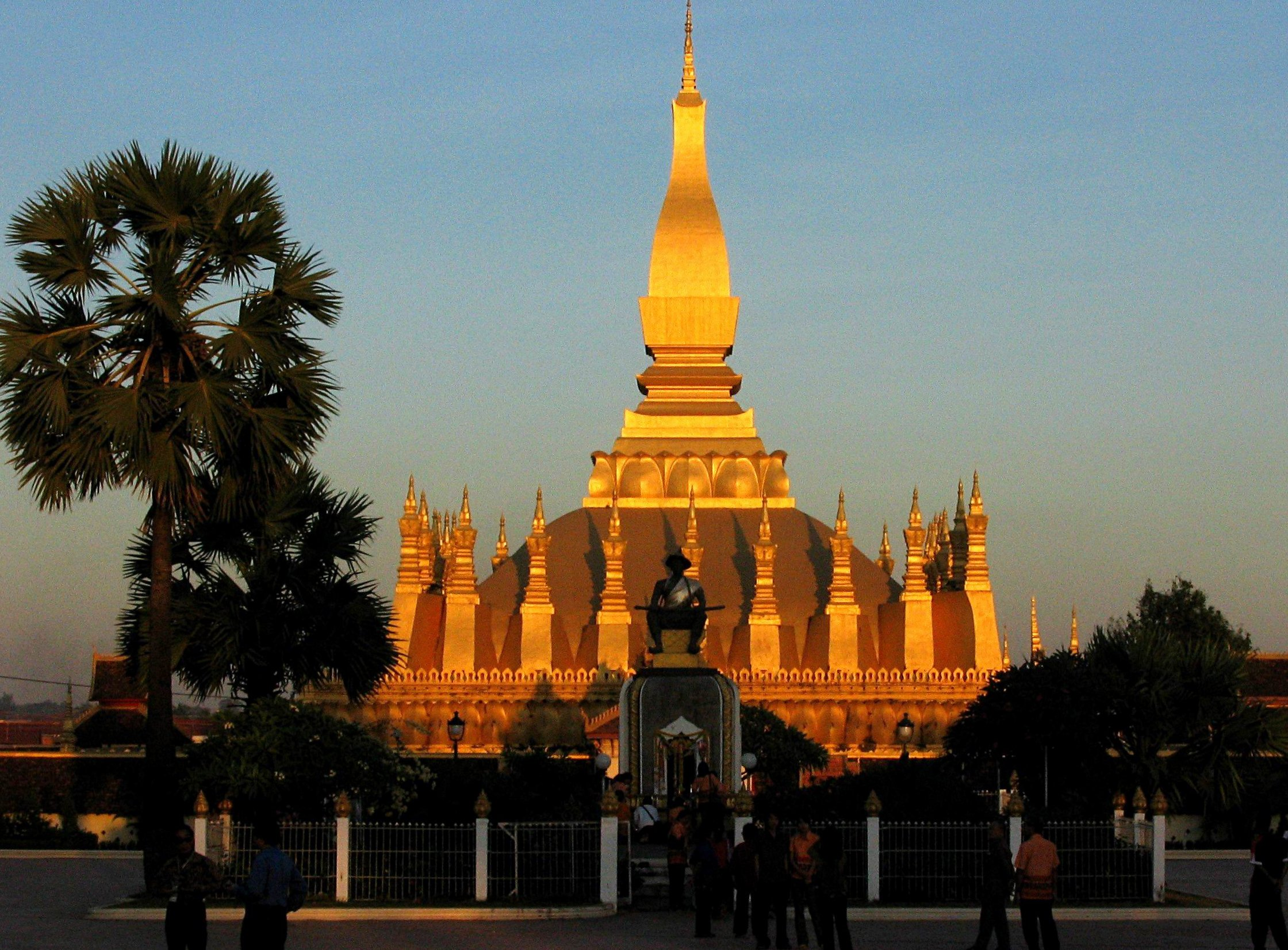
Pha That Luang in Vientiane – Das Nationalsymbol von Laos im Abendlicht

Pha That Luang (laotisch ພະທາດຫລວງ, [pʰa tʰâːt lǔːaŋ], großer Stupa oder auch heilige Königliche Reliquie, auch kurz That Luang) ist ein großer buddhistischer Stupa in Vientiane (Laos) aus dem 16. Jahrhundert.
Der Legende nach soll sich hier ursprünglich ein Heiligtum der Mon befunden haben. Andere Legenden berichten, dass Abgesandte von König Ashoka etwa im Jahr 307 v. Chr. eine Reliquie des Buddha hierher brachten. Wiederum eine andere Legende behauptet, es hätten hier zwei Nagas residiert.

## Geschichte
Als König Sai Setthathirath I. seine Hauptstadt von Luang Prabang nach Vientiane verlegte, soll er den Bau eines Stupas auf den Ruinen eines Khmer-Tempels aus dem 13. Jahrhundert beauftragt haben. Der Stupa wurde 1566 unter dem Namen „Loka-Chulamani“ vom König eingeweiht. In den vier Himmelsrichtungen wurde dann jeweils ein Tempel errichtet, von denen heute nur noch der Wat That Luang Nuea (die Residenz des Obersten Patriarchen des laotischen Sangha) im Norden und Wat That Luang Tai im Süden des That Luang existieren.
Während der siamesischen Eroberung im Jahr 1828 wurde der Pha That Luang stark beschädigt, weitere Zerstörungen richtete ein Blitzschlag im Jahr 1896 an. Bereits 1900 fand eine Restaurierung des Bauwerks im Auftrag der französischen Kolonialregierung durch die École française d’Extrême Orient statt. Dieser Aufbau jedoch wurde schon in den 1930er Jahren revidiert und die Kolonialregierung begann, den Stupa originalgetreu wieder aufzubauen. Als Vorlage für die erneute Rekonstruktion dienten die detaillierten Zeichnungen des französischen Architekten und Forschers Louis Delaporte, der als Mitglied der Mekong Exploration Commission im Jahre 1867 Vientiane besucht hatte.

## Architektur
Das Monument ist von einem quadratischen, nach innen offenen, überdachten Wandelgang umgeben, in dem einige Statuen im Khmer- und im Lao-Stil aufgestellt sind. Der Stupa steht auf drei nach oben kleiner werdenden Terrassen, die jeweils außen von großen, stilisierten Lotos-Blütenblättern gestützt werden. Durch Tore an den vier Seiten ist die jeweils nächste Stufe erreichbar. Die unterste Terrasse ist 68 m × 69 m groß, die umgebende Mauer ist oben mit 323 Votivsteinen dekoriert. Die zweite Terrasse ist 48 m × 48 m groß. Hier befinden sich weitere 288 Votivsteine. Auf der obersten Terrasse sind 30 Miniatur-Stupas aufgestellt. Der eigentliche Sockel des Stupas misst 30 m × 30 m. Die Spitze des 45 m hohen Bauwerks stellt eine stilisierte Bananenblüte dar.

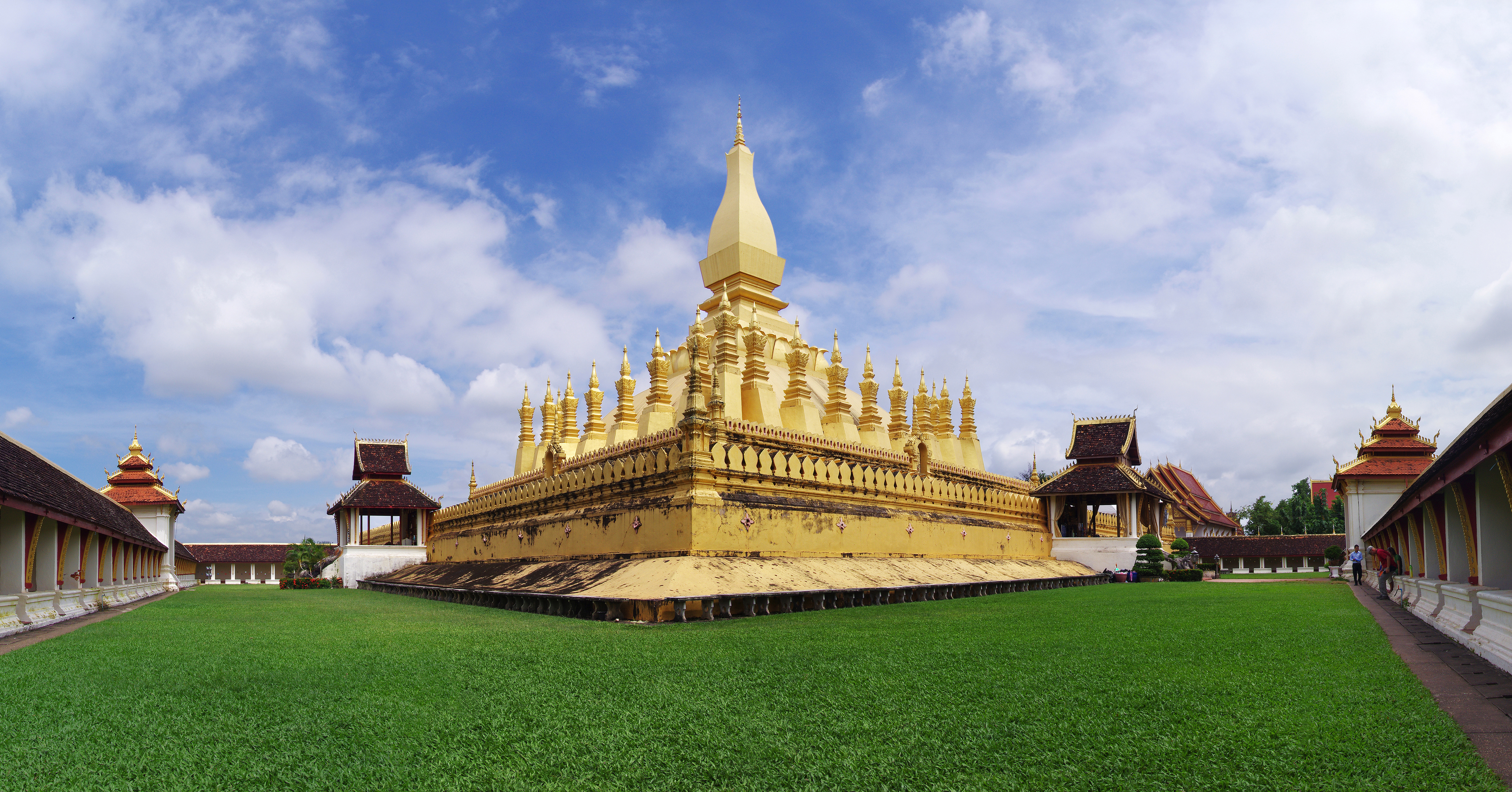
Das Innere des Tempels
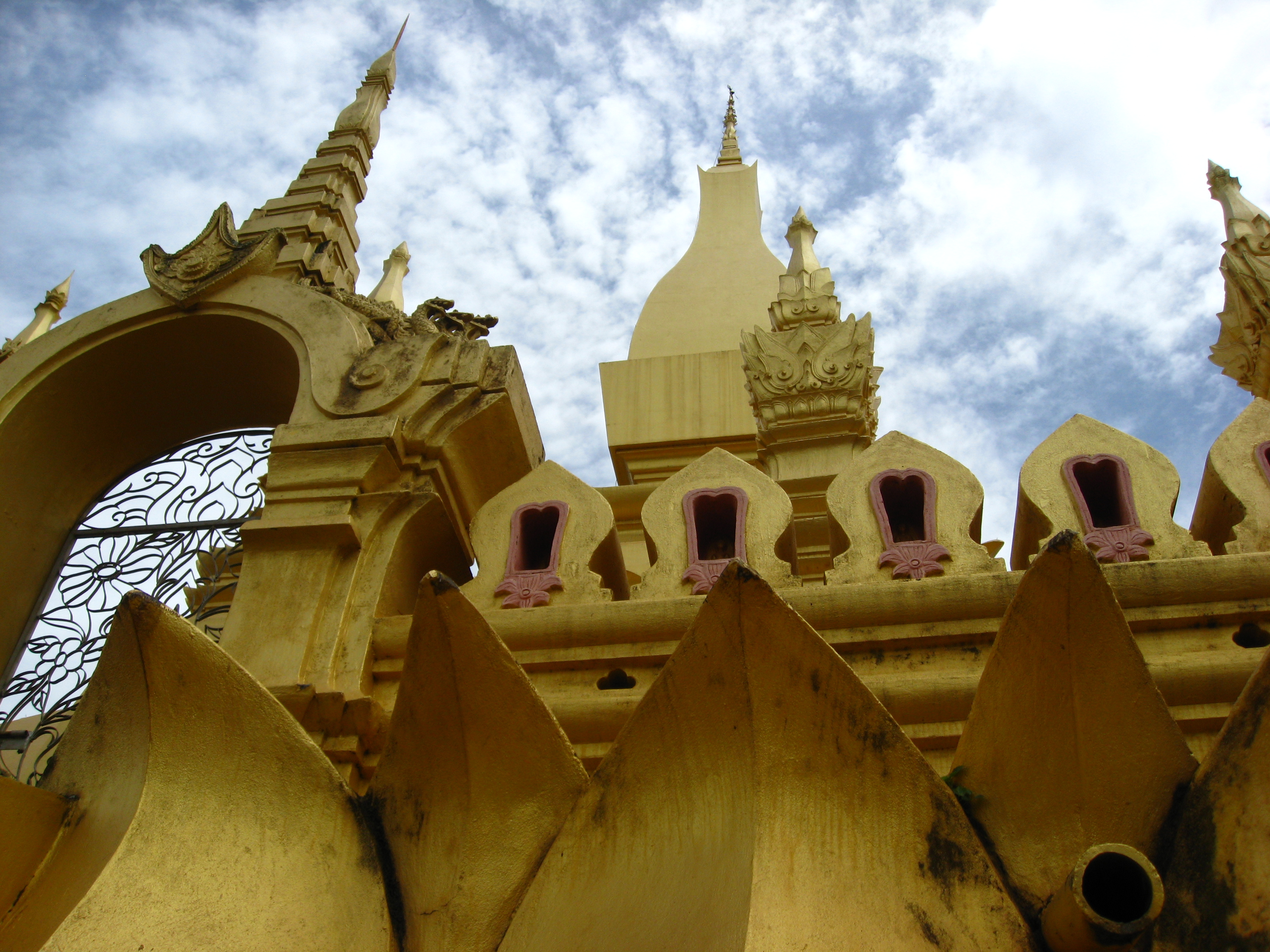
Blick über die Spitzen der Lotos-Blütenblätter und die Votivsteine auf die Miniatur-Stupas und den That Luang
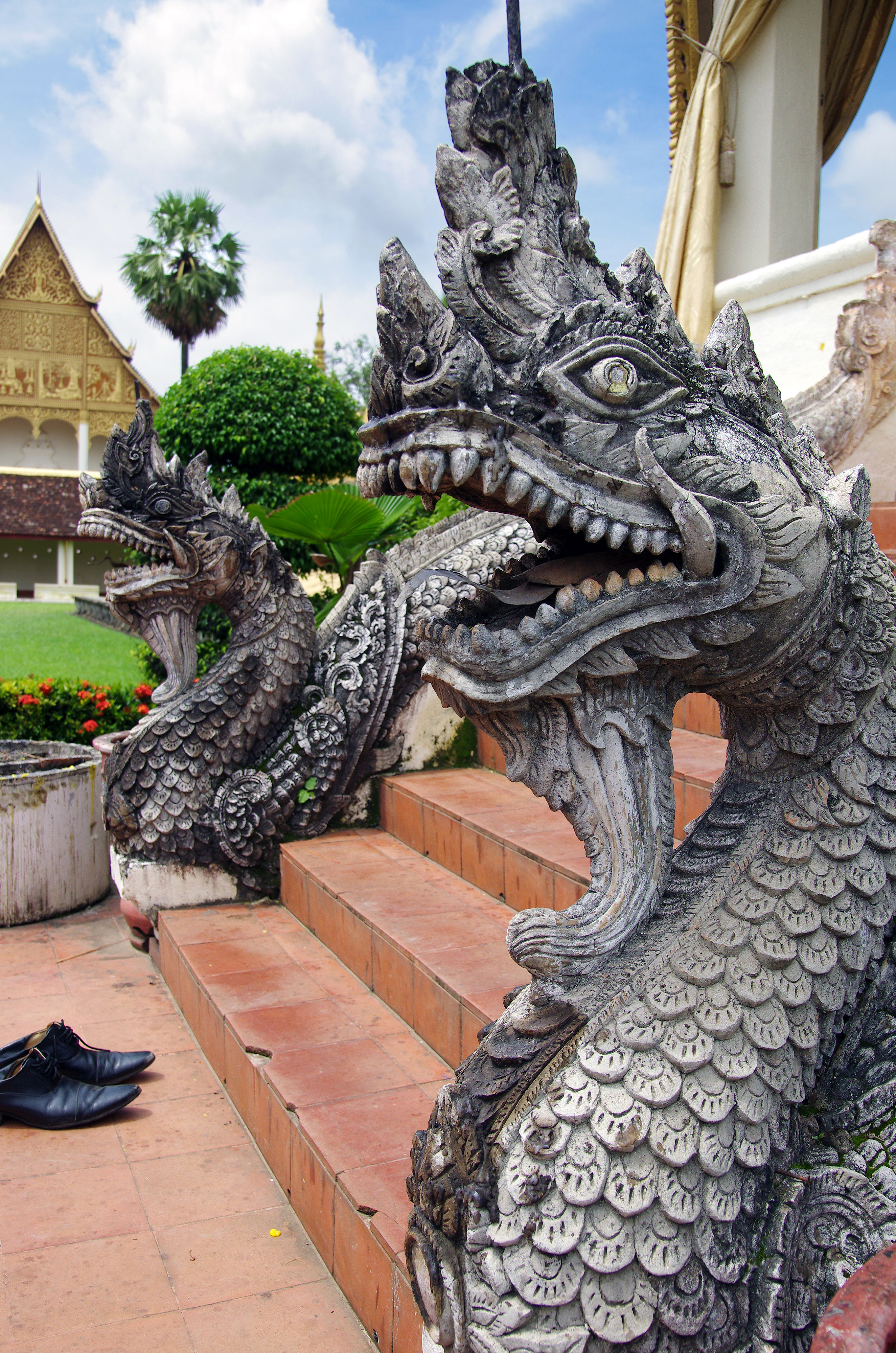
Die Nagas im Innern des Tempels
- Video vom That-Luang-Festival (Boun That Luang), dem bedeutendsten buddhistischen Festival in Vientiane, 2009